# Безлюдівська селищна рада
Безлю́дівська се́лищна ра́да — колишня адміністративно-територіальна одиниця та орган місцевого самоврядування в Харківському районі Харківської області. Адміністративний центр — селище міського типу Безлюдівка. Була ліквідована у 2020 році під час Адміністративно-територіальної реформи в Україні.

## Загальні відомості
Вперше була утворена як Безлюдівська сільська рада у 1920 році. В 1938 році перетворена на Безлюдівську селищну раду.
- Територія ради: 31,51 км²
- Населення ради: 9700 осіб (станом на 2015 рік)
- Територією ради протікають річки: Уди, Студенок.

## Населені пункти
Селищній раді підпорядковані населені пункти:
- смт Безлюдівка

## Склад ради
Рада складається з 26 депутатів та голови.
- Голова ради: Кузьмінов Микола Миколайович
- Секретар ради: Токар Галина Валентинівна

### Керівний склад попередніх скликань
| Прізвище, ім'я, по батькові    | Основні відомості                                                              | Дата обрання | Дата звільнення |
| ------------------------------ | ------------------------------------------------------------------------------ | ------------ | --------------- |
| Тарусін Микола Петрович        | Селищний голова                                                                |              | 27.03.1994      |
| Рябоконь Олександр Миколайович | Селищний голова, 1959 року народження, безпартійний                            | 27.03.1994   | 31.10.2010      |
| Гусь Микола Андрійович         | Селищний голова, 1951 року народження, освіта вища, партія Регіонів            | 31.10.2010   | 25.10.2015      |
| Кузьмінов Микола Миколайович   | Селищний голова, 1952 року народження, освіта середня спеціальна, безпартійний | 25.10.2015   | 25.10.2020      |

Примітка: таблиця складена за даними сайту Верховної Ради України та ЦВК

### Депутати VII скликання
За результатами місцевих виборів 2015 року депутатами ради стали:

#### За суб'єктами висування
| Суб'єкт висування | Кількість обраних депутатів | %      |
| ----------------- | --------------------------- | ------ |
| Самовисування     | 26                          | 100.00 |

#### За округами
| № округу | Прізвище, ім'я, по батькові        | Ким висунуто  | Дата нар.  | Освіта              | Партійна приналежність    | Відомості                                                                                     |
| -------- | ---------------------------------- | ------------- | ---------- | ------------------- | ------------------------- | --------------------------------------------------------------------------------------------- |
| 1        | Горюшко Микола Миколайович         | Самовисування | 13.12.1958 | професійно-технічна | безпартійний              | Харківська обласна клінічна лікарня, водій                                                    |
| 2        | Кулібаба Олег Анатолійович         | Самовисування | 17.06.1975 | вища                | безпартійний              | Локомативне депо Основа Держпідприємства «Південна залізниця», провідний інженер-конструктор  |
| 3        | Заборенко Микола Іванович          | Самовисування | 22.05.1954 | вища                | безпартійний              | пенсіонер                                                                                     |
| 4        | Новосельцев Валерій Іванович       | Самовисування | 04.02.1957 | загальна середня    | безпартійний              | пенсіонар                                                                                     |
| 5        | Максименко Максим Володимирович    | Самовисування | 22.01.1959 | загальна середня    | безпартійний              | ФОП Лавров, менеджер з продаж                                                                 |
| 6        | Пономаренко Наталя Олександрівна   | Самовисування | 04.07.1960 | загальна середня    | безпартійна               | Харківський ювелірний завод, ювелір-монтувальник                                              |
| 7        | Коц Федір Петрович                 | Самовисування | 11.12.1952 | вища                | безпартійний              | пенсіонер                                                                                     |
| 8        | Коваль Любов Григорівна            | Самовисування | 14.05.1961 | вища                | безпартійна               | Безлюдівський юридичний ліцей, вчитель                                                        |
| 9        | Апатенко Андрій В'ячеславович      | Самовисування | 08.09.1983 | вища                | безпартійний              | ТОВ «ТРАК-ЕКСП», Директор з комерційних питань                                                |
| 10       | Калініченко Віктор Павлович        | Самовисування | 23.05.1963 | незакінчена вища    | член Партії «Відродження» | тимчасово не працює                                                                           |
| 11       | Пономаренко Вячеслав Володимирович | Самовисування | 13.11.1966 | загальна середня    | безпартійний              | тимчасово не працює                                                                           |
| 12       | Іванчук Іван Степанович            | Самовисування | 06.02.1984 | вища                | безпартійний              | фізична особа підприємець                                                                     |
| 13       | Шморгун Олександр Миколайович      | Самовисування | 06.07.1975 | вища                | безпартійний              | Безлюдівська смтищна рада, організатор фізкультурно-оздоровчої та спортивної роботи           |
| 14       | Довгалюк Микола Олександрович      | Самовисування | 16.05.1986 | загальна середня    | безпартійний              | фізична особа підприємець                                                                     |
| 15       | Сліпка Віталій Васильович          | Самовисування | 20.01.1988 | вища                | безпартійний              | фізична особа підприємець                                                                     |
| 16       | Арестов Юрій Олегович              | Самовисування | 17.03.1977 | вища                | безпартійний              | Кримінальна міліція Чугуївського РВ ГУМВС України в Харківській області, заступник Начальника |
| 17       | Ткаченко Марина Вікторівна         | Самовисування | 11.01.1966 | вища                | безпартійна               | Безлюдівська селищна рада, землевпорядник                                                     |
| 18       | Токар Галина Валентинівна          | Самовисування | 08.03.1961 | вища                | безпартійна               | ТОВ «Комунсервіс-12ЛО», паспортист                                                            |
| 19       | Коц Ірина Михайлівна               | Самовисування | 10.06.1972 | професійно-технічна | безпартійна               | КП «Харківводоканал»                                                                          |
| 20       | Шестаков Анатолій Васильович       | Самовисування | 04.03.1949 | професійно-технічна | безпартійний              | пенсіонер                                                                                     |
| 21       | Овсяннікова Лариса Зіновіївна      | Самовисування | 10.12.1966 | професійно-технічна | безпартійна               | Амбулаторія сімейної медицини, медична сестра                                                 |
| 22       | Овсянніков Роман Олександрович     | Самовисування | 16.06.1993 | вища                | безпартійний              | ТОВ «КАМАЗ Центр Харків», комірник                                                            |
| 23       | Журавель Станіслав Степанович      | Самовисування | 28.07.1957 | загальна середня    | безпартійний              | тимчасово не працює                                                                           |
| 24       | Гайденко Олена Борисівна           | Самовисування | 13.09.1957 | загальна середня    | безпартійна               | пенсіонер                                                                                     |
| 25       | Городов Сергій Іванович            | Самовисування | 27.03.1968 | загальна середня    | безпартійний              | тимчасово не працює                                                                           |
| 26       | Волох Наталя Яковлівна             | Самовисування | 09.09.1966 | загальна середня    | безпартійна               | тимчасово не працює                                                                           |

### Депутати VI скликання
За результатами місцевих виборів 2010 року депутатами ради стали:

#### За суб'єктами висування
| Суб'єкт висування    | Кількість обраних депутатів | %    |
| -------------------- | --------------------------- | ---- |
| Самовисування        | 16                          | 53,3 |
| Партія регіонів      | 12                          | 40   |
| Партія «Відродження» | 2                           | 6,7  |

#### За округами
| № округу             | Прізвище, ім'я, по батькові       | Дата визнання обраним | Освіта             | Партійна приналежність                  | Відомості про обраного депутата                                                                                      |
| -------------------- | --------------------------------- | --------------------- | ------------------ | --------------------------------------- | --- |
| Партія «ВІДРОДЖЕННЯ» |                                   |                       |                    |                                         | |
| 25                   | Харченко Тетяна Василівна         | 05.11.2010            | вища               | член Партії «ВІДРОДЖЕННЯ»               | Основ'янська дистанція зв'язку та сигналізації Південної залізниці, електромеханік                                   |
| 26                   | Алфімов Олександр Сергійович      | 05.11.2010            | вища               | член Партії «ВІДРОДЖЕННЯ»               | Будівельно-монтажний поїзд № 655 ст. Основа, головний інженер                                                        |
| Партія регіонів      |                                   |                       |                    |                                         | |
| 2                    | Українець Лариса Олександрівна    | 05.11.2010            | вища               | член Партії регіонів                    | тимчасово не працює                                                                                                  |
| 4                    | Заборенко Микола Іванович         | 05.11.2010            | вища               | член Партії регіонів                    | комунальне підприємство Безлюдівське виробниче управління житлово-комунального господарства, начальник               |
| 6                    | Масалов Роман Васильович          | 05.11.2010            | вища               | член Партії регіонів                    | фізична особа-підприємець                                                                                            |
| 9                    | Коц Федір Петрович                | 05.11.2010            | вища               | член Партії регіонів                    | комплекс біологічної очистки «Безлюдівський», слюсар                                                                 |
| 10                   | Кузьмінов Микола Миколайович      | 05.11.2010            | вища               | член Партії регіонів                    | Безлюдівська селищна рада, заступник голови                                                                          |
| 12                   | Калініченко Віктор Павлович       | 05.11.2010            | середня спеціальна | член Партії регіонів                    | колективне підприємство «Міжнародний аеропорт Харків», водій                                                         |
| 14                   | Дубінін Володимир Володимирович   | 05.11.2010            | середня            | член Партії регіонів                    | пенсіонер |
| 15                   | Шморгун Олександр Миколайович     | 05.11.2010            | вища               | член Партії регіонів                    | Безлюдівська селищна рада, керівник спортивного гуртка                                                               |
| 18                   | Бойко Наталя Іванівна             | 05.11.2010            | середня            | член Партії регіонів                    | Безлюдівська селищна рада, секретар-друкарка                                                                         |
| 20                   | Стойко Лариса Юріївна             | 05.11.2010            | вища               | член Партії регіонів                    | Безлюдівська селищна рада, бухгалтер                                                                                 |
| 21                   | Ткаченко Марина Вікторівна        | 05.11.2010            | вища               | член Партії регіонів                    | Безлюдівська селищна рада, землевпорядник                                                                            |
| 22                   | Токар Галина Валентинівна         | 05.11.2010            | вища               | член Партії регіонів                    | Харківська районна організація Партії регіонів Харківської області, спеціаліст                                       |
| Самовисування        |                                   |                       |                    |                                         | |
| 1                    | Пономаренко Іван Іванович         | 15.11.2010            | середня            | позапартійний                           | ЗАТ «Хаківводбуд», головний інженер                                                                                  |
| 3                    | Кабиш Вікторія Анатоліївна        | 05.11.2010            | вища               | позапартійна                            | Управління праці та соціального захисту населення Харківської районної державної адміністрації, заступник начальника |
| 5                    | Пироженко Олександр Володимирович | 05.11.2010            | середня            | член Політичної партії «Сильна Україна» | фізична особа-підприємець                                                                                            |
| 7                    | Максименко Володимир Григорійович | 05.11.2010            | середня            | позапартійний                           | ВАТ «Харківміськгаз», водів                                                                                          |
| 8                    | Пономаренко Наталя Олександрівна  | 05.11.2010            | середня            | позапартійна                            | Харківський ювелірний завод, ювелір-монтувальник                                                                     |
| 11                   | Іволга Віра Семенівна             | 05.11.2010            | середня спеціальна | позапартійна                            | Жовтнева філія Харківських теплових мереж, оператор котельні                                                         |
| 13                   | Пономаренко Ольга Володимирівна   | 05.11.2010            | вища               | член Політичної партії «Сильна Україна» | тимчасово не працює                                                                                                  |
| 16                   | Мироненко Михайло Федорович       | 05.11.2010            | середня спеціальна | позапартійний                           | фізична особа-підприємець                                                                                            |
| 17                   | Зюлковский Валерій Станіславович  | 05.11.2010            | середня спеціальна | позапартійний                           | Безлюдівська поліклініка, сторож                                                                                     |
| 19                   | Шерстюк Валерій Дмитрович         | 05.11.2010            | середня            | позапартійний                           | фізична особа-підприємець                                                                                            |
| 23                   | Коваль Алевтина Миколаївна        | 05.11.2010            | середня спеціальна | позапартійна                            | тимчасово не працює                                                                                                  |
| 24                   | Шпак Валентин Іванович            | 05.11.2010            | середня            | позапартійний                           | ВАТ «Харківгаз», водій                                                                                               |
| 27                   | Андрус Ірина Миколаївна           | 05.11.2010            | вища               | член Партії регіонів                    | Безлюдівська загальноосвітня школа, вчитель                                                                          |
| 28                   | Гоменюк Микола Петрович           | 05.11.2010            | вища               | позапартійний                           | Безлюдівська загальноосвітня школа, директор                                                                         |
| 29                   | Шестаков Анатолій Васильович      | 05.11.2010            | середня            | позапартійний                           | Безлюдівська поліклініка, медбрат                                                                                    |
| 30                   | Приз Микола Якович                | 05.11.2010            | вища               | позапартійний                           | пенсіонер |